# Tunizijski dinar
Tunizijski dinar (TD) je uradna veljavna denarna valuta Tunizije. Tunizijski dinar je bil maja 2005 vreden 151,6 slovenskega tolarja (SIT). Sodi med mehke valute oziroma je nekonvertibilen, prav tako pa ga v Tuniziji ni moč zamenjati nazaj v konvertibilno valuto (npr. ameriški dolar). Razdeljen je na milime (1000 milimov tvori 1 dinar). Tunizijski dinar se pojavlja v obliki kovancev in bankovcev.
Veljavni kovanci imajo naslednje vrednosti:
- 10 milimov
- 20 milimov
- 50 milimov
- 100 milimov
- 500 milimov
- 1 dinar
- 5 dinarjev

V obtoku, ne pa tudi v proizvodnji, so še kovanci z vrednostmi 1, 2 in 5 milimov.
Veljavni bankovci imajo naslednje vrednosti:
- 10 dinarjev
- 20 dinarjev
- 30 dinarjev